# Lepeophtheirus clarionensis
Lepeophtheirus clarionensis is een eenoogkreeftjessoort uit de familie van de Caligidae. De wetenschappelijke naam van de soort is voor het eerst geldig gepubliceerd in 1959 door Sueo M. Shiino.